# Psychotria hobdyi
Psychotria hobdyi är en måreväxtart som beskrevs av Seymour Hans Sohmer. Psychotria hobdyi ingår i släktet Psychotria och familjen måreväxter. Inga underarter finns listade i Catalogue of Life.